# ナムザン県

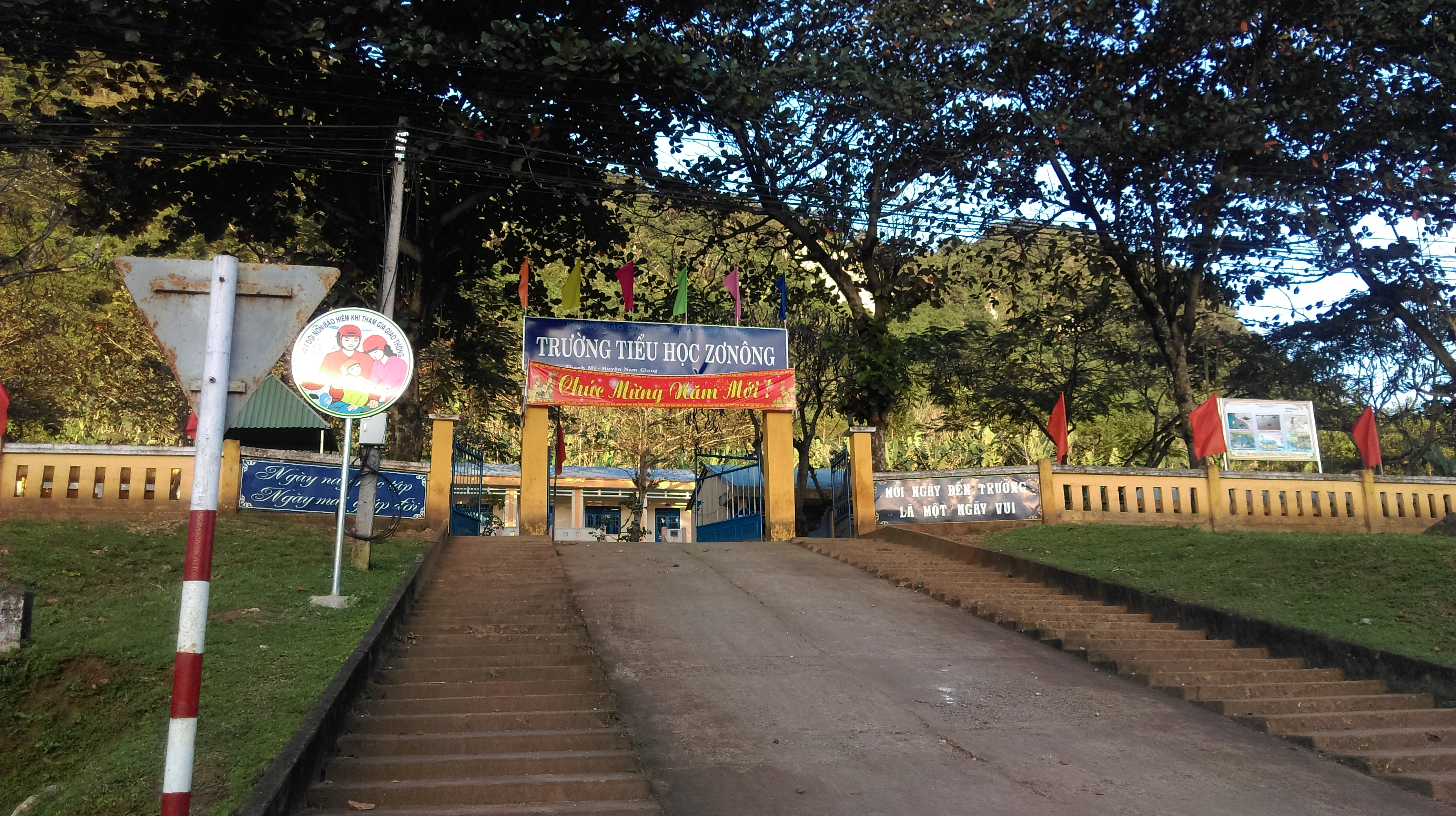
Zo Nong小学校

ナムザン県（ナムザンけん、ベトナム語：Huyện Nam Giang / 縣南江?）は、ベトナム社会主義共和国クアンナム省の県である。面積は1,836 km²、人口は25,840人（2018年）である。

## 行政区画
1市鎮11社から構成される。